# Вал (техніка)

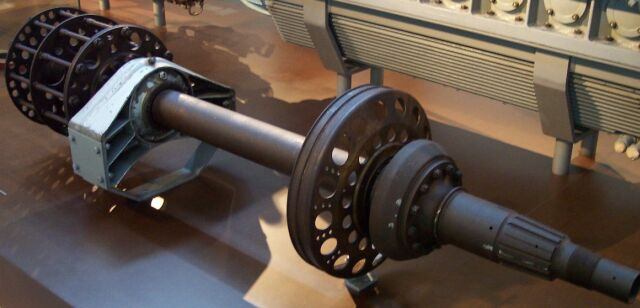
Вал приводу повітряного гвинта літака

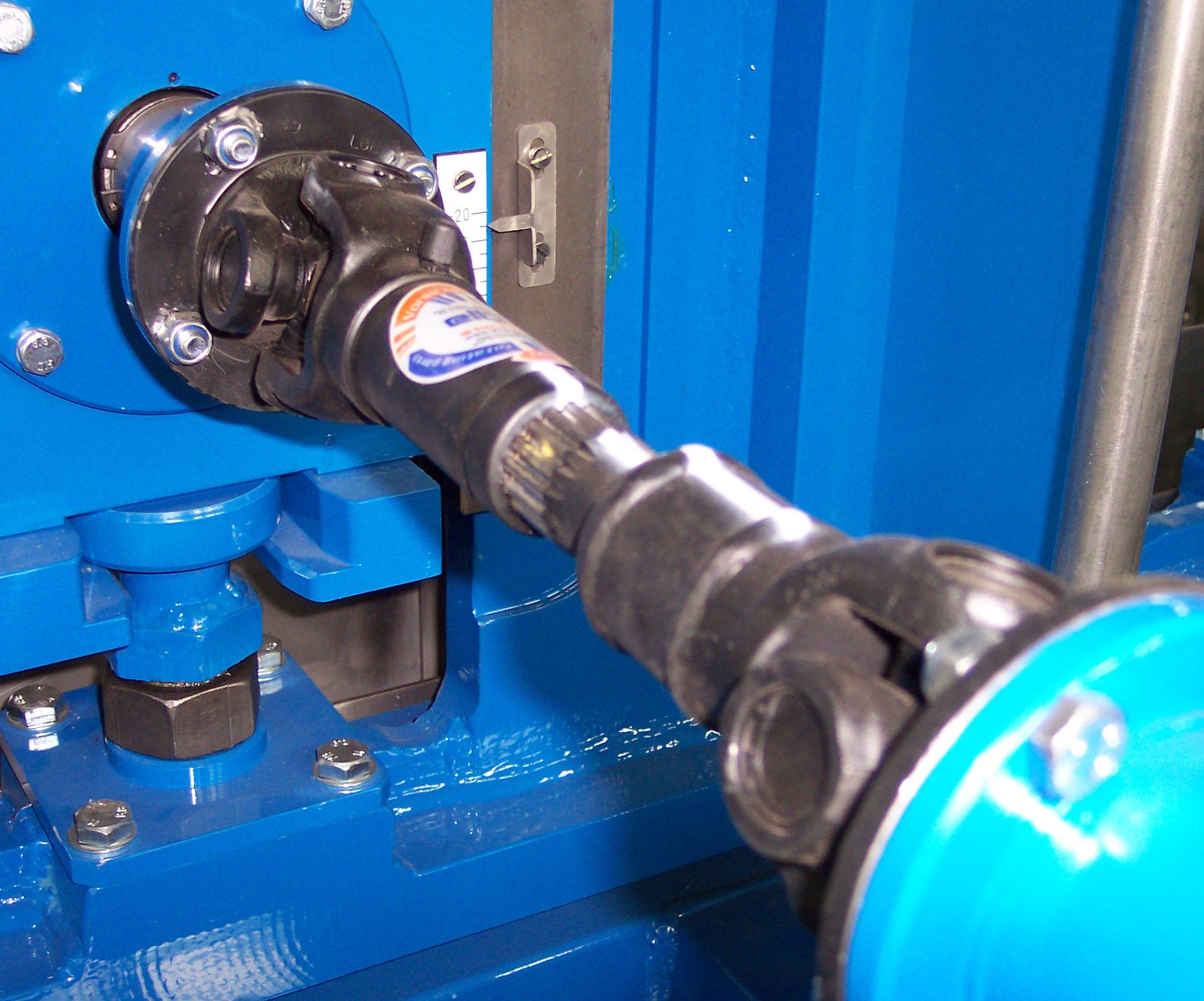
Карданний вал

Вал — деталь, що обертається навколо своєї осі, призначена для передачі руху зв'язаним з нею частинам машини чи механізму, складовою яких вона є. При цьому вал передає крутний момент вздовж своєї осі та забезпечує підтримання обертових деталей машин, котрі на ньому розміщені. Крутні моменти передаються за допомогою сил, що діють на вали з боку механічних передач (наприклад, у зачепленні зубчастих або черв'ячних передач, натягу приводних пасів тощо). Тому на вали діють також згинальні моменти і осьові навантаження.

## Класифікація
За призначенням вали поділяються на вали передач та корінні вали машин. На валах передач установлюють зубчасті колеса, шківи, муфти та інші деталі передач, на корінних валах — не тільки деталі передач, але і маховики, затискні патрони, кривошипи тощо
За формою геометричної осі вали бувають:
- - прямі;
  - ексцентрикові (колінчасті, кулачкові);
  - гнучкі;
  - карданні (прикладом є приводний вал автомобіля).

За конструктивним виконанням вали поділяються на:
- - гладкі;
  - ступінчасті;
  - порожнисті;
  - вал-шестерня.

Найпоширенішими є прямі вали. Вони застосовуються в редукторах, металорізальних верстатах, підйомно-транспортних машинах, машинах легкої промисловості тощо.

## Конструктивні елементи валів

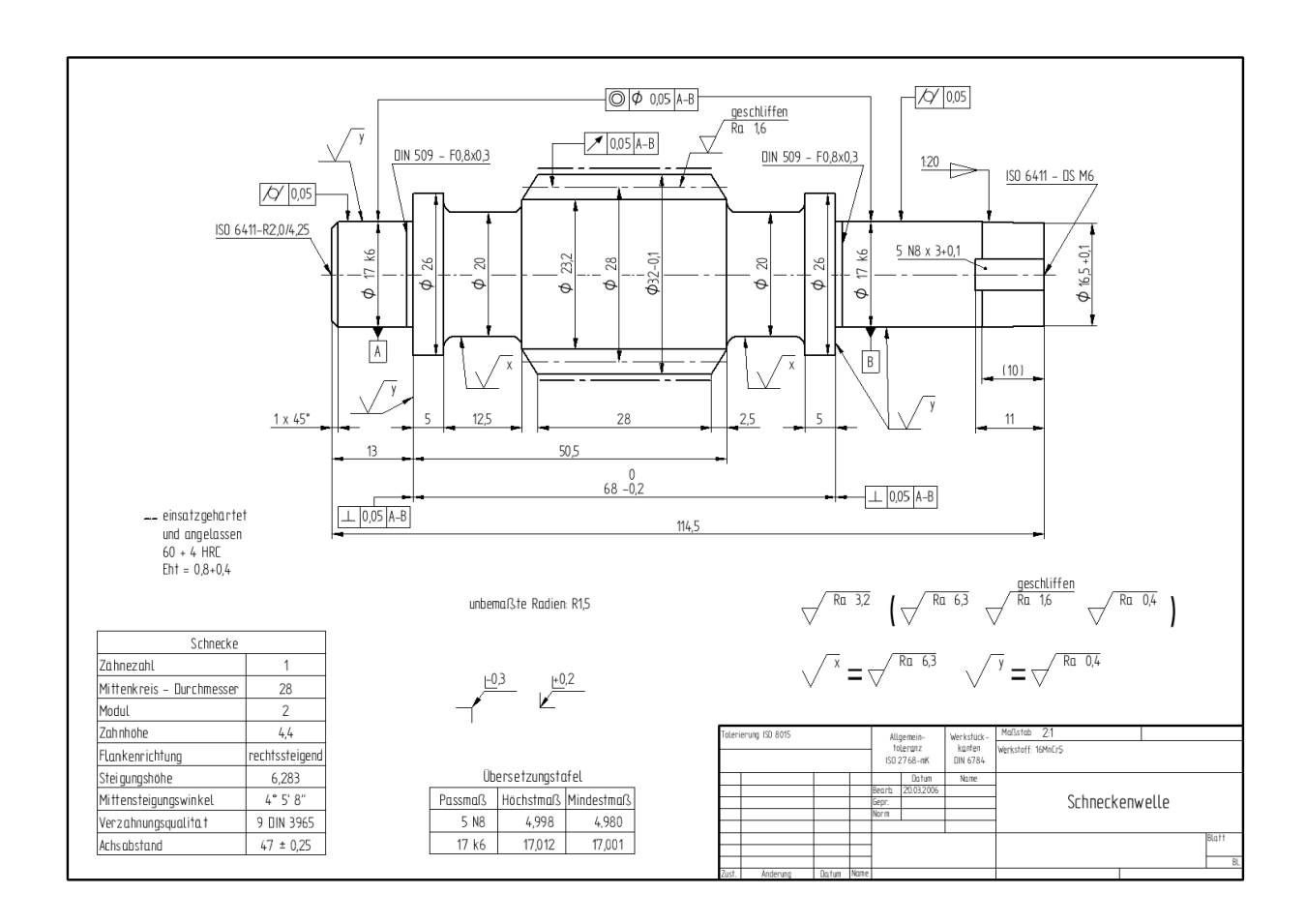
Кресленик вала черв'ячного редуктора

Цапфа — ділянка вала або осі, що лежать в опорі. Цапфи підрозділяються на шипи, шийки і п'яти.
- Шипом називається цапфа, що розташована на кінці вала або осі і передає переважно радіальне навантаження.
- Шийкою називається цапфа, розташована в середній частині вала або осі.
- П'ятою називають цапфу, що передає осьове навантаження. Опорами для п'ят служать підп'ятники. П'яти за формою можуть бути суцільними, кільцевими і гребінчастими. Останні з переліку застосовують відносно рідко.

Опорами для шипів і шийок служать вальниці (підшипники). Шипи і шийки за формою можуть бути циліндричними, конічними і сферичними. У більшості випадків застосовуються циліндричні цапфи.
Посадкові поверхні валів під маточини насаджуваних деталей виконують циліндричними або конічними. Діаметр цих поверхонь приймають більшим за діаметр сусідніх ділянок для зручності монтажу. Діаметри посадкових поверхонь обирають з ряду нормальних лінійних розмірів, а діаметри під вальниці кочення (підшипники) — відповідно до стандартів на них.
Перехідні ділянки між двома суміжними ступенями валів виконують:
- з рівцем із закругленням для виходу шліфувального круга при обробці посадкових поверхонь. Ці рівці підвищують концентрацію механічних напружень;
- з галтеллю сталого радіуса;
- з галтеллю перемінного радіуса, що сприяє зниженню концентрації напружень, а тому, застосовується на суттєво навантажених ділянках валів.

Ефективними засобами для зниження концентрації напружень у перехідних ділянках є виконання розвантажувальних рівців, збільшення радіусів галтелей, виконання ступенів великого діаметра порожнистими. Деформаційне зміцнення (наклеп) галтелей обкочуванням роликами підвищує несну здатність валів і осей.
Фаски — конструктивний елемент у вигляді скошеної частини гострої крайки. Фаски виконують з метою спрощення складання, правильного заходження мітчиків та плашок при нарізанні різі, запобігання пораненням гострою крайкою при складанні чи використанні деталі.

## Виготовлення валів

### Виготовлення порожнистого вала
Порожнисті вали зазвичай застосовують для економії матеріалу чи поліпшення характеристик деталі (наприклад підвищення опору на згин чи подача через вал реагенту в робочу зону апарата) Порожнистий вал можна виготовити з:
1. Трубопрокату. Відрізають потрібну заготовку від трубоподібної заготовки, далі її обробляють в залежності від умов роботи готової деталі. Підходить майже для всіх випадків;
2. Металевої смуги. З листа необхідної товщини вирізають контур майбутньої заготовки. Надалі заготовку згинають на прокаті чи листозгинальній машині, надаючи їй форму труби, стик зварюють. Підходить для великих тихохідних валів, по яких буде подаватися (чи видалятиметься) матеріал до робочої зони апарата (чи видалятиметься з неї);
3. З суцільної заготовки. У суцільній заготовці на свердлильному (токарному) верстаті вирізається отвір потрібних параметрів. Метод підходить для відносно коротких валів.
4. Відливання. Рідкий метал (сталь) заливають у готову форму. Після застигання виріб відправляють на механічну обробку, балансування, гартування тощо. Зазвичай так виготовляють вали характеристики (в тому числі геометричні параметри) та властивості яких не можна отримати вище зазначеними методами.

### Виготовлення суцільних валів
Суцільні вали виготовляють:
1. Із металопрокату круглої форми поперечного перерізу. Від прутка прокату потрібного діаметра відділяється заготовка потрібної довжини. Надалі заготовку обробляють на токарному верстаті і отримують вал.
2. Методом ковки з прокату квадратної чи шестигранної форми поперечного перерізу.